# مهین قدیری
مهین قدیری (۱۳۵۶ – ۲۹ آذر ۱۳۸۹) نخستین قاتل زنجیره‌ای زن در ایران بود. وی پس از قتل پنج زن و یک مرد در اردیبهشت ۱۳۸۸ دستگیر شد و در ۲۹ آذرماه سال ۱۳۸۹ در زندان چوبیندر قزوین اعدام شد.

## زندگی
مهین قدیری متولد قزوین بود. او در ۱۴سالگی ازدواج کرده و دارای دو فرزند دختر بود که دختر کوچکتر او با مشکلات معلولیت جسمی مواجه بود مهین علت اصلی ارتکاب به جرائم را مشکلات مالی می‌داند.
وی با پرسه زدن در اطراف زیارتگاه‌های قزوین، زنان مسنی را که در دست و سر و گردن‌شان زیورآلات طلا داشتند شناسایی و به بهانه رساندن‌شان به خانه، آنها را سوار رنوی زردش می‌کرد و بعد آنها را با آبمیوه مسموم و خفه‌شان می‌کرد. مهین در زمان اعترافاتش، شخصیتی پیچیده و باهوش از خود نشان داد و همین او را برای بررسی، خاص‌تر کرد. او در گفتگویی علت انتخاب زن‌های مسن را برای قتل را چنین عنوان کرد: خانم‌های مسن را انتخاب می‌کردم کسانی که دیگر نوه نتیجه‌شان را هم دیده‌اند و زیاد چشمشان به دنبال دنیا نیست.
خانم‌هایی که ویترین طلا فروشی هستند و به عنوان یک ویترین زنده سیار با طلاهای آویزان کرده به خودشان دل کسانی که ندارند را می‌سوزانند. او در آن زمان علت قتل‌هایش را بدهی کلانی که به فردی داشت عنوان و ادعا کرد و گفت: من به کسی بدهکار بودم و چک دست طلبکار داشتم. از جایی هم نمی‌توانستم آن را تأمین کنم. به همین دلیل قتل اول را انجام دادم و دو قتل دیگر را هم. حتی مبالغ را عیناً تحویل طلبکار می‌دادم، اجازه نمی‌دادم ذره‌ای از این پول‌ها به چرخه زندگی روزمره‌ام وارد شود. اگرچه انگار مادرش هم ارثیه پدری او را نداده بود.

## دستگیری و برملا شدن قتل‌ها
در ۲۱ اردیبهشت ۱۳۸۸ زنی ۶۰ ساله که موفق به فرار از دست مهین قدیری شده بود، شناسایی شد، او گفته بود که در مقبرهٔ چهار انبیا یک زن جوان پیش او آمده و گفته که او شبیه مادرش است و می‌خواهد کمک‌اش کند و او را سوار خودروی رنو کرده‌است. مهین قدیری برای انجام نقشه‌اش از سوار شدن این زن در صندلی جلو جلوگیری می‌کند و در ادامه مسیر یک پاکت آبمیوه ساندیس را با ادعای اینکه نذری است پس از قرار دادن نی به او تعارف می‌کند اما زن با توجه به هشدارهایی که داده شده بود آبمیوه را نمی‌خورد و از آنجا که راننده تغییر مسیر داده بود به زور از خودرو پیاده می‌شود.
با توجه به اینکه در قتل نخستین، مقتول پس از خوردن ساندیس و بیهوشی به روی قاتل می‌افتاده، مهین قدیری تغییراتی در درهای ماشین‌اش ایجاد کرده بود که از داخل باز نشود. دیگر طعمه‌هایش را هم در صندلی عقب سوار می‌کرد تا پس از خوردن آبمیوه، بیهوش شدن‌شان باعث جلب توجه دیگران نشود.
پس از کسب این اطلاعات، پلیس با توجه به قطعی شدن وجود یک خودرو رنو در انجام این قتل‌ها، وضعیت ۲۷هزار خودرو رنو داخل کشور را بررسی کرد چرا که برای پلیس این احتمال هم مطرح بود که ممکن است قاتل فردی خارج از استان قزوین باشد.
پلیس از طریق جریمه خودروهای رنو، یک خودرو رنو کرم‌رنگ را که در روز وقوع یکی از قتل‌ها جلوی مقبرهٔ چهار انبیا جریمه شده بود را شناسایی کرد. پس از انجام تحقیقات ساعت۱۵ روز پنج‌شنبه ۲۴ اردیبهشت ۱۳۸۸ هویت مهین قدیری به‌عنوان مظنون اصلی قتل شناسایی شد. ساعت ۳۰دقیقه بامداد پلیس وارد خانهٔ قدیری در منطقه مینودر شدند و او را دستگیر کردند. او یک بار دیگر در سال ۱۳۸۵ هم به‌عنوان مظنون به قتل دستگیر شده اما محکوم نشده بود.

## انگیزهٔ قتل‌ها
مهین قدیری هنگامی که در بازداشت بود در گفتگویی با روزنامه اعتماد، «مشکلات و تنگناهای مالی» را اصلی‌ترین انگیزه‌اش برای قتل‌ها عنوان کرد. او گفته بود با اینکه کار هم می‌کردم اما نتوانسته بودم مشکلات مالی‌ام را حل کنم. به ادعای او یک شرکت قلابی که اصلاً وجود خارجی نداشته او را به این مخمصه انداخت و برای گرفتن امتیاز وام از او چک‌های متعددی گرفته بود و با اینکه وام را نگرفت ۲۵ میلیون چِکش را به اجرا گذاشت.
مهین قدیری ادعا کرده بود که قتل‌ها را برای امر معاش انجام نمی‌داده، بلکه بدهکار بوده و نمی‌توانسته از جایی پول آن را تأمین کند. او گفت «به همین دلیل قتل اول را انجام دادم و دو قتل دیگر را هم. حتی مبالغ را عیناً تحویل طلبکار می‌دادم، اجازه نمی‌دادم ذره‌ای از این پول‌ها به چرخه زندگی روزمره‌ام وارد شود.»
قدیری قربانیانش را از بین زنان مسن انتخاب می‌کرد. کسانی که به گفتهٔ او «دیگر نوه نتیجه‌شان را هم دیده‌اند و زیاد چشم‌شان به دنبال دنیا نیست! خانم‌هایی که ویترین طلافروشی هستند و به عنوان یک ویترین زنده سیار با طلاهای آویزان کرده به خودشان دل کسانی که ندارند می‌سوزانند.»
مهین قدیری می‌خواست تا زمانی که چک‌هایش پاس شود قتل‌ها را ادامه دهد. او گفت «منتظر بودم فرجی حاصل شود و یک جوری از این مخمصه نجات پیدا کنم. شب‌ها همیشه مقتولین به خوابم می‌آمدند و عذاب وجدان شدیدی داشتم. اما آن شب که اعتراف کردم راحت خوابیدم احساس می‌کردم بار سنگینی از دوش‌ام برداشته شد و دیگر کسی به خوابم نمی‌آید.» وی در یکی از قتل‌ها به گمان اینکه النگوی مقتول طلای سفید است آن را با خود نبرد و وقتی در بازجویی می‌فهمد که طلای اصل بود به گفته بازپرس وی حسرت می‌خورد که کاش می‌دونستم اصله و همچنین درباره نخستین قتل که صاحب خانه‌اش را کشته بود در جواب سؤال خبرنگار که شب راحت خوابیدی گفت بله با خیال راحت خوابیدم.

## مجازات
دادگاه مهین قدیری را به لحاظ ارتکاب ۶فقره قتل عمدی به استناد مواد بند الف ماده ۲۰۶، ۲۱۹، ۲۶۴، ۶۶۱، ۶۶۷ و ۴۷ قانون مجازات اسلامی به ۶ بار قصاص نفس علنی و ۲۴ماه حبس تعزیری با احتساب ایام بازداشت قبلی و ۷۴ضربه شلاق تعزیری به اتهام سرقت‌های متعدد محکوم کرد.
پرونده جنایات مهین قدیری در ساعت ۷:۳۰ روز ۲۹ آذر ۱۳۸۹ با اجرای حکم قصاص در محوطه زندان مرکزی قزوین بسته شد.

## فیلم
از زندگی مهین قدیری یک فیلم مستند سینمایی با نام مهین ساخته شده‌است. محمدحسین حیدری کارگردان این فیلم و خانه مستند انقلاب اسلامی وابسته به سازمان هنری-رسانه‌ای اوج تهیه‌کنندهٔ آن است.
این مستند سینمایی در هفتمین دوره جشنواره بین‌المللی فیلم شهر برنده ۳ جایزه بهترین فیلم، بهترین کارگردانی و بهترین دستاوردهای هنری و در جشنواره سینما حقیقت رتبه دوم برترین فیلم از نگاه تماشاگران را از آن خود کرد.
فیلم سینمایی طلاخون ساخته ابراهیم شیبانی نیز برآمده از بخش‌هایی از داستان زندگی مهین قدیری است و بهار قاسمی بازیگر نقش اصلی طلاخون گفته که برای درک شخصیت او، مستند مهین را دیده‌است.